# Christian Heyden (Maler)

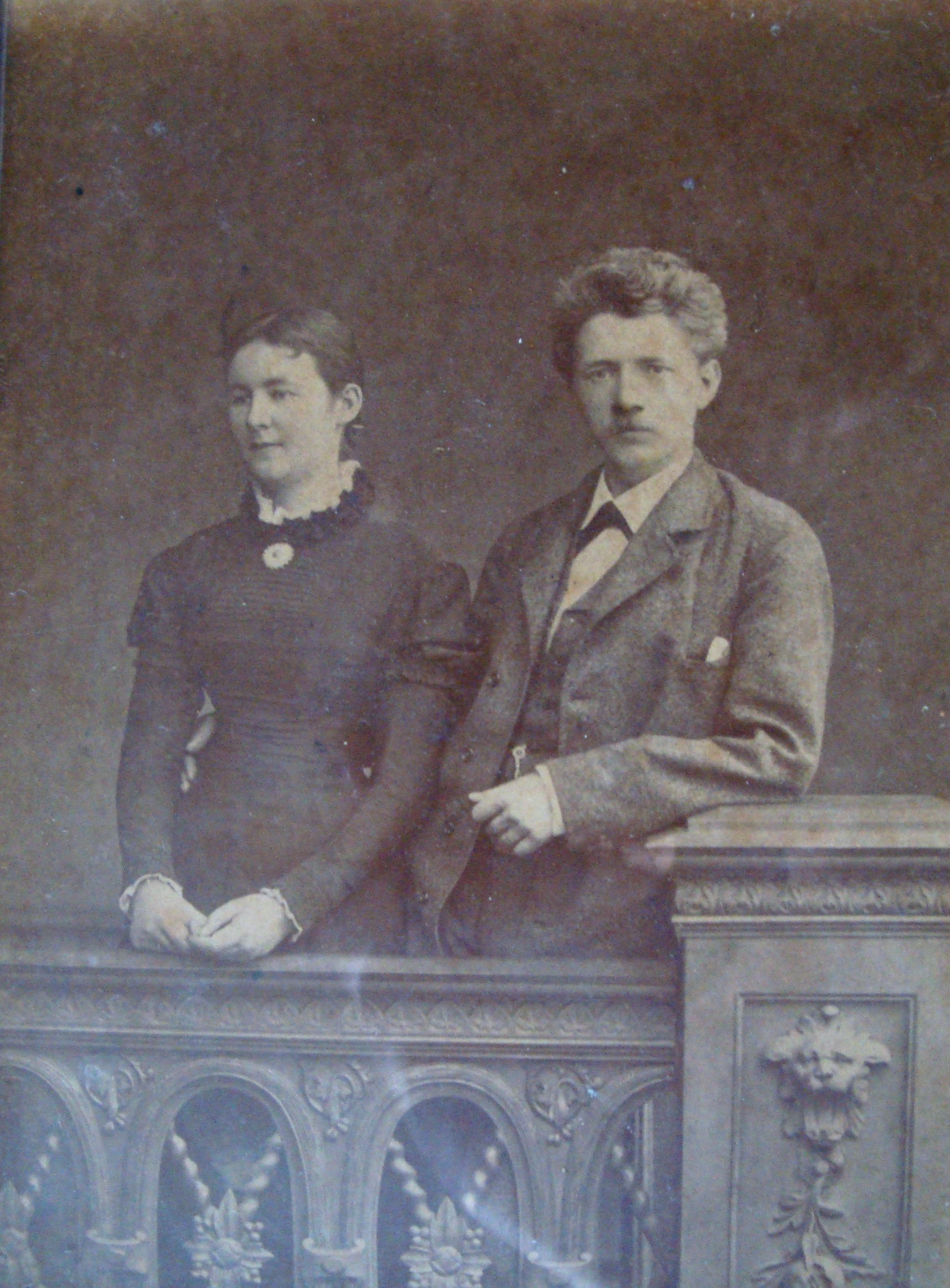
Eheleute Christian und Catharina Heyden, Silbergelatine-Fotografie aus Familienbesitz, um 1890

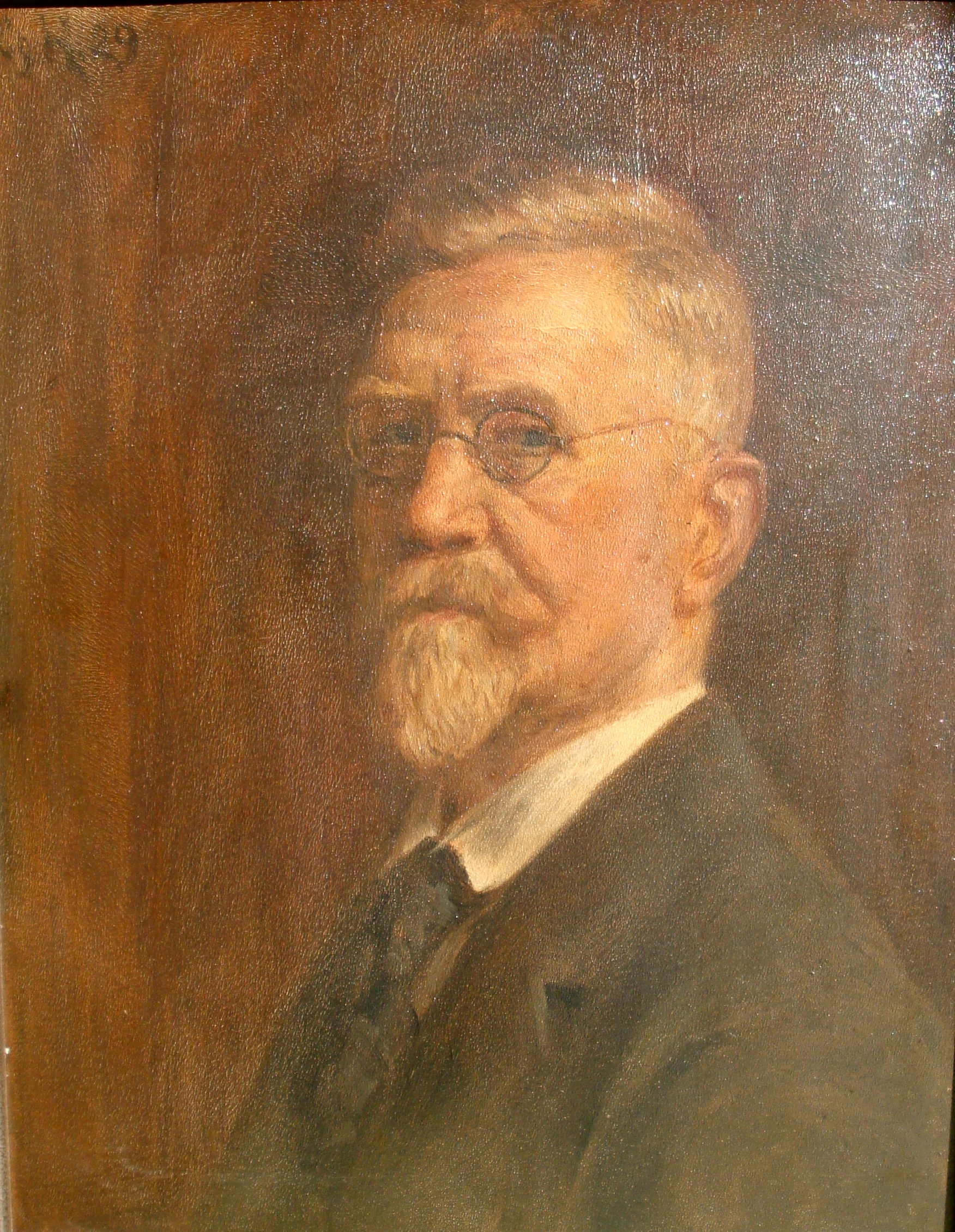
Selbstporträt Christian Heyden, 1929, Familienbesitz

Christian Heyden (* 29. August 1854 in Köln; † 24. Mai 1939  in Düsseldorf) war ein deutscher Porträt-, Genre- und Landschaftsmaler der Düsseldorfer Schule.

## Leben
Heyden, jüngerer Bruder des Genremalers Karl Heyden, studierte wie dieser Malerei an der Kunstakademie Düsseldorf. Das Studium begann er dort im Mai 1871, nachdem er von seinem Bruder ersten Malunterricht erhalten hatte. In den vorbereitenden Klassen der Düsseldorfer Akademie waren Andreas und Karl Müller seine Lehrer, anschließend ging er in die Malklasse von Julius Roeting. Außerdem besuchte Heyden die Kunstakademie Antwerpen. In Düsseldorf, wo er sich 1887 endgültig niederließ, war Heyden Mitglied des Künstlervereins Malkasten. Anfang des 20. Jahrhunderts wohnte er in der Roonstraße 11 (heute Sonderburgstraße) in Düsseldorf-Oberkassel. Als Porträtist war er für zahlreiche Adelsfamilien im rheinisch-westfälischen Raum tätig. Bekannt sind seine Bildnisse von Kardinal Antonius Fischer, Clemens Freiherr von Schorlemer-Lieser und Kaiser Wilhelm II. Heyden heiratete Catharina Weißweiler (* 5. August 1859 in Köln; † im Juli 1943 in Scheidegg im Allgäu).

## Werke (Auswahl)

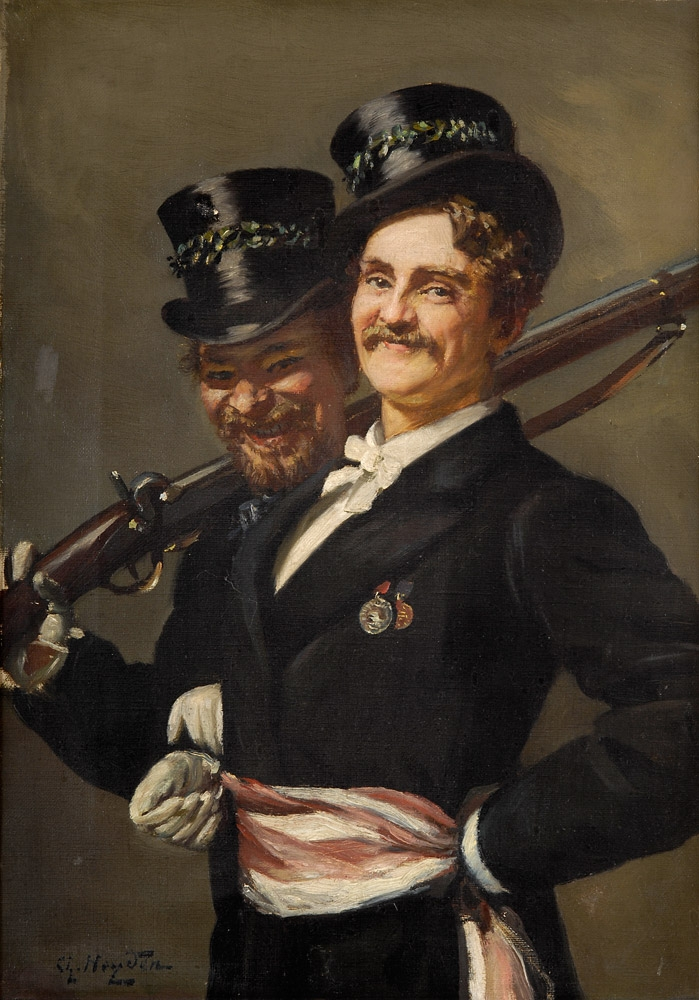
Schützenbrüder
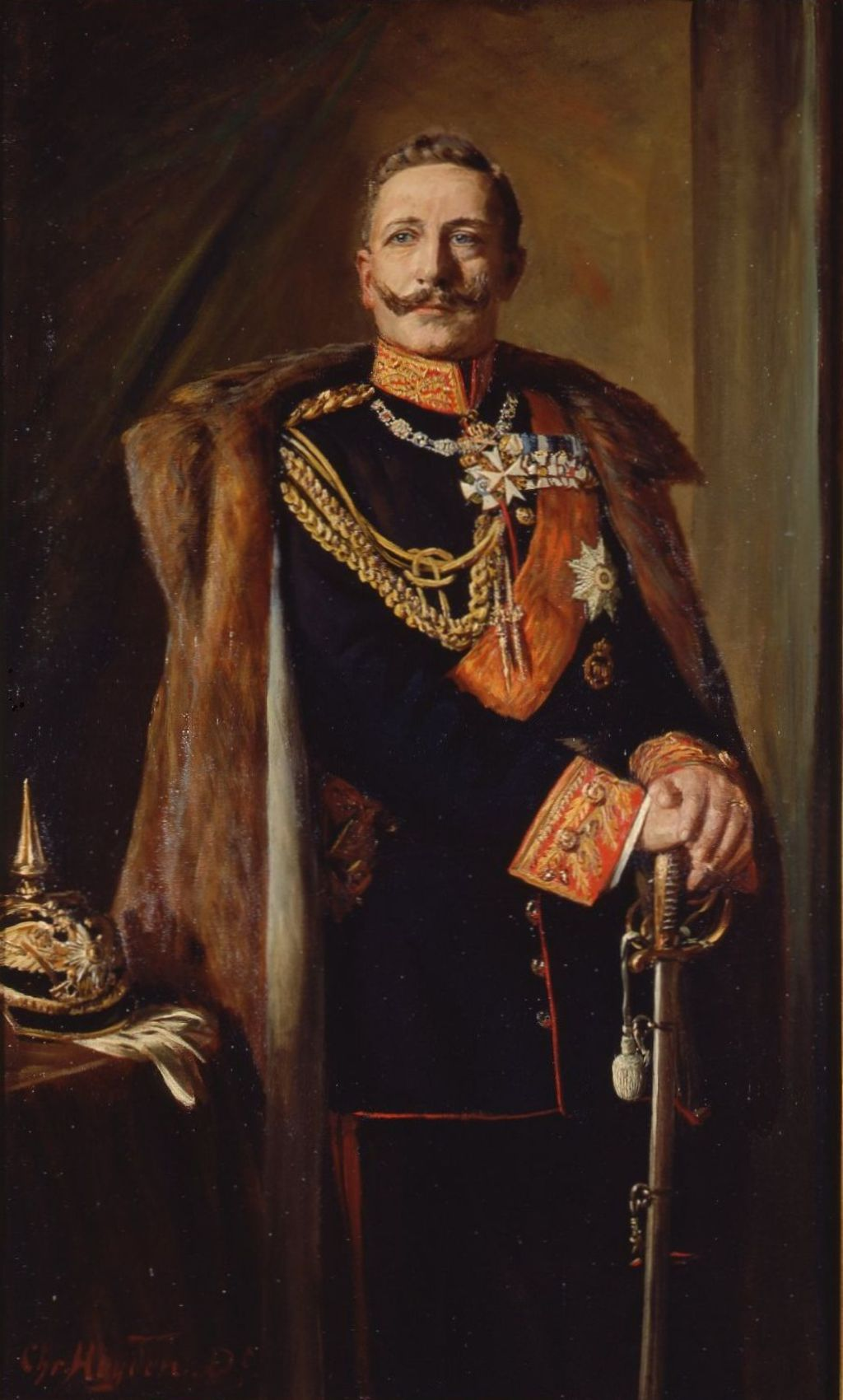
Kaiser Wilhelm II., Deutsches Historisches Museum
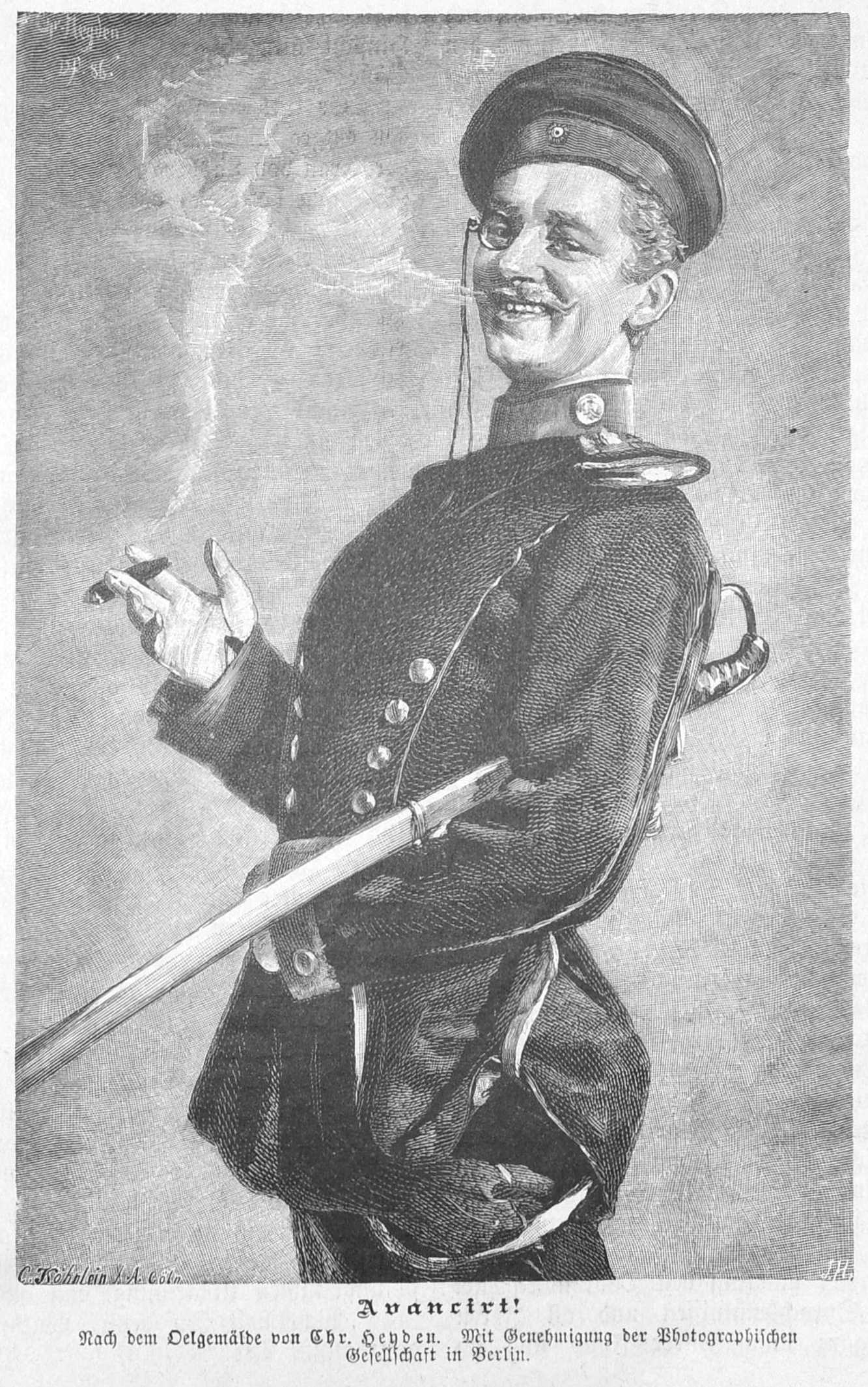
Avancirt! nach einem Gemälde Heydens von 1886